# Jeansova nestabilnost
Jeansova nestabilnost, Jeansova masa ili kritična masa je pojava koja je uzrokom kolabiranja međuzvjezdanog plina i prašine i oblikovanje zvijezde. Za pojaviti se potrebni uvjet je da unutarnji tlak nije dovoljno jak za spriječiti gravitacijsko urušavanje okolne tvari. Tvar da bi bila stabilna, mora biti u hidrostatskoj ravnoteži. Ako malim perturbacijama nastaju male prigušene oscilacije, onda je ravnoteža stabilna. Ako prouzroče pojačane oscilacije, onda je ravnoteža nestabilna. Nestabilnost može biti ako je oblak vrlo velik (masivan) ili ako je vrlo hladan – jer tlak nije dovoljno jak za se suprotstaviti gravitaciji. 

## Izračun
Da bi se računski došlo do kritične mase, služimo se obrascem koji je izveo James Jeans. Obrazac je izraz kritične mase kao funkcije gustoće i temperature. Masa oblaka i njegova veličina obrnuto su srazmjerne. Veća li je masa, to mu je manja veličina. Hladnoća i stabilnost također su obrnuto srazmjerni. Što je oblak hladniji, manje će biti stabilan te će biti podložniji gravitacijskom urušavanju.
Za sferičan oblak ravnoteža je po ovom obrascu:
{\displaystyle {\frac {dp}{dr}}=-{\frac {G\rho (r)M_{enc}(r)}{r^{2}}}},
pri čemu je:
- Menc okružena, promatrana masa
- p tlak
- ρ (r) gustoća plina na promjer r